# Duncan Lamont
Duncan Lamont (* 17. Juni 1918 in Lissabon, Portugal als Duncan William Ferguson Lamont; † 19. Dezember 1978 in Tunbridge Wells, Kent) war ein schottischer Schauspieler.

## Leben
Duncan Lamont begann seine Karriere als Schauspieler auf der Bühne, nach Ende des Zweiten Weltkriegs folgten Engagements in meist durchschnittlichen Kinofilmen sowie zahlreichen Fernsehserien. Den Höhepunkt seines filmischen Schaffens stellte die Hauptrolle in „Die goldene Karosse“ unter der Regie von Jean Renoir dar. Danach wirkte er auch in einigen Hollywoodproduktionen mit.

## Filmografie (Auswahl)
- 1950: Schicksal zwischen Ebbe und Flut (Waterfront)
- 1950: Ihren Mord soll sie haben (She Shall Have Murder)
- 1951: Der galoppierende Major (The Galloping Major)
- 1951: Der Mann im weißen Anzug (The Man in the White Suit)
- 1952: Nur fünf Tage Zeit (Emergency Call)
- 1952: Die goldene Karosse (La carrozza d‘oro)
- 1953: The Quatermass Experiment
- 1954: Verbrannte Beweise (Burnt Evidence)
- 1954: Tödliche Geschäfte (Time Is My Enemy)
- 1954: Der Fall Teckmann (The Teckman Mystery)
- 1955: Eine Frau kommt an Bord (Passage Home)
- 1955: Liebe, Tod und Teufel (The Adventures of Quentin Durward)
- 1956: Das Baby auf dem Schlachtschiff (The Baby and the Battleship)
- 1957: Kameraden der Luft (High Flight)
- 1958: Zwei Städte (A Tale of Two Cities)
- 1958: Ich war Montys Double (I Was Monty's Double)
- 1959: Die 39 Stufen (The 39 Steps)
- 1959: Ben Hur
- 1960: Hochverrat mit Hindernissen (A Touch of Larceny)
- 1961, 1965: Geheimauftrag für John Drake (Danger Man, Fernsehserie, 2 Folgen)
- 1962: Meuterei auf der Bounty (Mutiny on the Bounty)
- 1963: Die Teufelspiraten (The Devil-Ship Pirates)
- 1963: Der Wachsblumenstrauß (Murder at the Gallop)
- 1963: Die scharlachrote Klinge (The Scarlet Blade)
- 1963: Task Force Police (Z-Cars, Fernsehserie, 1 Folge)
- 1964: Sanders und das Schiff des Todes (Coast of Skeletons)
- 1964: Frankensteins Ungeheuer (The Evil of Frankenstein)
- 1965: Die Letzten von Fort Kandahar (The Brigand of Kandahar)
- 1966: Arabeske (Arabesque)
- 1966: Der Teufel tanzt um Mitternacht (The Witches)
- 1967: Frankenstein schuf ein Weib (Frankenstein Created Woman)
- 1967: Das grüne Blut der Dämonen (Quatermass and the Pit)
- 1967–1968: Der Mann mit dem Koffer (Man in a Suitcase, Fernsehserie, 2 Folgen)
- 1968: Die Geschichte des Dr. Jekyll & Mr. Hyde (The Strange Case of Dr. Jekyll and Mr. Hyde, Fernsehfilm)
- 1969: Randall & Hopkirk – Detektei mit Geist (Randall & Hopkirk (Deceased), Fernsehserie, 1 Folge)
- 1969: Department S (Fernsehserie, 1 Folge)
- 1969: Mit Schirm, Charme und Melone (The Avengers, Fernsehserie, 1 Folge)
- 1969: Callan (Fernsehserie, 1 Folge)
- 1969: Luftschlacht um England (Battle of Britain)
- 1971: Die 2 (The Persuaders!, Fernsehserie, 1 Folge)
- 1972: Papst Johanna (Pope Joan)
- 1972: Nachts, wenn das Skelett erwacht  (The Creeping Flesh)
- 1972: Das Dunkel der Nacht  (Nothing But the Night)
- 1974: Doctor Who (Fernsehserie, 4 Folgen)
- 1976: Die kleinen Pferdediebe (Escape from the Dark)
- 1977: Poldark (Fernsehserie, 4 Folgen)